# Xerez CD
Xerez Club Deportivo je španjolski nogometni klub iz andaluzijskog grada Jereza. Osnovan je 24. rujna 1947. godine. 
Stadion Estadio de Chapin (20.300 mjesta) je otvoren 10. srpnja 1988. godine prijateljskom utakmicom s Real Madridom. 
Nogomet se u Jerezu, pod britanskim utjecajem, počeo igrati još u drugoj polovici 19. stoljeća, godine 1907. osnovan je Sociedad Jerez Foot-Ball Club koji se 1947. godine spojio s Club Deportivo Jerez (osnovan 1942.) u Xerez CD.
Xerez je prvi put igrao u drugoj ligi 1953. – 1958. godine, nakon desetljeća između druge i treće lige, u sezon 2001./02. im skoro uspijeva plasman u prvu ligu. U sezoni 2008./09. osvajaju prvo mjesto u drugoj ligi i povijesni plasman u prvu ligu. Međutim, u sezoni 2009./10. zauzimaju posljednje mjesto i vraćaju se u drugi razred.

## Nastupi po ligama
- 1 sezona u Primera División
- 25 sezona u Segunda División
- 18 sezona u Segunda División B
- 21 sezona u Tercera División
- 5 sezona u Categorías Regionales

## Najpoznatiji igrači
- Jesús Mendoza
- Vicente Moreno
- Antoñito
- Momo
- Viqueira
- Aythami

## Najpoznatiji treneri
- Bernd Schuster
- Esteban Vigo

## Vanjske poveznice
- Službene stranice (šp.)